# Línea N602 (Interurbanos Madrid)
La línea N602 de la red de autobuses interurbanos de Madrid une el intercambiador de Moncloa con Collado Villalba y Guadarrama.

## Características
Esta línea nocturna une Madrid con Collado Villalba y Guadarrama, en un trayecto de 50 minutos de duración.
La línea mantiene los mismos horarios todo el año (exceptuando las vísperas de festivo y festivos de Navidad).
Está operada por la empresa Avanza Movilidad Integral mediante la concesión administrativa VCM-604 - Madrid – Cercedilla – Hoyo de Manzanares (Viajeros Comunidad de Madrid) del Consorcio Regional de Transportes de Madrid.

## Horarios
Los horarios que no sean cabecera son aproximados.
| Noches de sábados laborables, domingos y festivos |                               |                     |                     |                               |                     |
| Madrid > Guadarrama                               | Madrid > Guadarrama           | Madrid > Guadarrama | Guadarrama > Madrid | Guadarrama > Madrid           | Guadarrama > Madrid |
| Madrid                                            | Collado Villalba (Planetocio) | Guadarrama          |                     |                               |                     |
| 00:20                                             | 00:50                         |                     |                     |                               |                     |
| Todos los días                                    |                               |                     |                     |                               |                     |
| Madrid > Guadarrama                               | Madrid > Guadarrama           | Madrid > Guadarrama | Guadarrama > Madrid | Guadarrama > Madrid           | Guadarrama > Madrid |
| Madrid                                            | Collado Villalba (Planetocio) | Guadarrama          | Guadarrama          | Collado Villalba (Planetocio) | Madrid              |
| 00:45                                             | 01:15                         |                     |                     | 00:20                         | 00:50               |
| 01:10                                             | 01:40                         | 02:00               | 01:40               | 02:10                         |                     |
| 02:25                                             | 02:55                         |                     | 02:15               | 02:35                         | 03:05               |
| 03:50                                             | 04:20                         | 04:40               |                     | 03:40                         | 04:10               |
| 04:25                                             | 04:55                         |                     | 04:45               | 05:05                         | 05:35               |
| 05:50                                             | 06:20                         | 06:40               |                     | 05:10                         | 05:40               |
| 06:00                                             | 06:30                         |                     |                     |                               |                     |

## Recorrido y paradas

### Sentido Collado Villalba - Guadarrama
| Código                                                                                       | Parada                                          | Común con                          | Conexiones con Metro y Cercanías | Municipio        | Zona |
| -------------------------------------------------------------------------------------------- | ----------------------------------------------- | ---------------------------------- | -------------------------------- | ---------------- | ---- |
| 15525                                                                                        | Moncloa (Paseo de Moret)                        | 611 612 632 684 691 N604 N904 N905 | Moncloa                          | Madrid           |      |
| 11958                                                                                        | Apeadero - Est. Las Matas                       | N903                               | Las Matas                        | Las Rozas        |      |
| 11960                                                                                        | Ctra. A6 - Urb. Encinar de Las Rozas            | N903                               |                                  | Las Rozas        |      |
| 20035                                                                                        | Ctra. A6 - C. C. Espacio Torrelodones           |                                    |                                  | Torrelodones     |      |
| 06032                                                                                        | Camino Valladolid - P.º Joaquín R. Jiménez      | 611 612 684 685 691 N904           |                                  | Torrelodones     |      |
| 06034                                                                                        | Camino Valladolid - Iglesia                     | 611 612 684 685 691 N904           |                                  | Torrelodones     |      |
| 15972                                                                                        | Camino Valladolid - M. López Villaseñor         | 611 612 684 685 691 N904           |                                  | Torrelodones     |      |
| 11460                                                                                        | Av. Comunidad Madrid - Av. Torrelodones         |                                    |                                  | Torrelodones     |      |
| 11084                                                                                        | Ctra. A-6 - Urb. La Berzosilla                  |                                    |                                  | Torrelodones     |      |
| 17849                                                                                        | Ctra. A-6 - Fonda Trinidad                      |                                    |                                  | Collado Villalba |      |
| 06036                                                                                        | Av. Juan Carlos I - Zoco                        |                                    |                                  | Collado Villalba |      |
| 20123                                                                                        | Av. Juan Carlos I - Planetocio                  |                                    |                                  | Collado Villalba |      |
| Los servicios que finalizan recorrido en Collado Villalba no efectúan las siguientes paradas |                                                 |                                    |                                  |                  |      |
| 10179                                                                                        | Tejar - Est. Los Negrales                       |                                    | Los Negrales                     | Alpedrete        |      |
| 17970                                                                                        | Av. Llanos - Residencia Geriátrica              |                                    |                                  | Alpedrete        |      |
| 12109                                                                                        | Av. Llanos - Urb. Arroyo de los Sauces          |                                    |                                  | Alpedrete        |      |
| 15506                                                                                        | Ctra. M619 - Colegio                            |                                    |                                  | Alpedrete        |      |
| 12511                                                                                        | Doctor Varela - Cantera                         |                                    |                                  | Alpedrete        |      |
| 10173                                                                                        | Pza. Constitución - Centro de mayores           |                                    |                                  | Alpedrete        |      |
| 15610                                                                                        | Av. Canteros - Fuente                           |                                    | Alpedrete                        | Alpedrete        |      |
| 15609                                                                                        | San José - Urb. Las Rocas                       |                                    |                                  | Alpedrete        |      |
| 12708                                                                                        | Ctra. M619 - Escorial                           |                                    |                                  | Alpedrete        |      |
| 12710                                                                                        | Ctra. M619 - Club Deportivo Guadarrama          |                                    |                                  | Guadarrama       |      |
| 09251                                                                                        | Hospital Guadarrama - Urb. Fresnos de la Jarosa |                                    |                                  | Guadarrama       |      |
| 09253                                                                                        | Alfonso Senra - Pza. Mayor                      |                                    |                                  | Guadarrama       |      |
| 16704                                                                                        | Dr. Fleming - Ctra. N6                          |                                    |                                  | Guadarrama       |      |
| 16658                                                                                        | San Macario - Urb. La Jarosa                    |                                    |                                  | Guadarrama       |      |
| 16656                                                                                        | San Macario - Av. Serrana                       |                                    |                                  | Guadarrama       |      |
| 16654                                                                                        | Av. Serrana - Ctra. N6                          |                                    |                                  | Guadarrama       |      |

### Sentido Madrid (Moncloa)
| Código                                                                    | Parada                                          | Común con                     | Conexiones con Metro y Cercanías | Municipio        | Zona |
| ------------------------------------------------------------------------- | ----------------------------------------------- | ----------------------------- | -------------------------------- | ---------------- | ---- |
| 16654                                                                     | Av. Serrana - Ctra. N6                          |                               |                                  | Guadarrama       |      |
| 16657                                                                     | San Macario - Av. Serrana                       |                               |                                  | Guadarrama       |      |
| 16659                                                                     | San Macario - Urb. La Jarosa                    |                               |                                  | Guadarrama       |      |
| 16703                                                                     | Dr. Fleming - Ctra. N6                          |                               |                                  | Guadarrama       |      |
| 09254                                                                     | Alfonso Senra - Pza. Mayor                      |                               |                                  | Guadarrama       |      |
| 09252                                                                     | Hospital Guadarrama - Urb. Fresnos de la Jarosa |                               |                                  | Guadarrama       |      |
| 12711                                                                     | Ctra. M619 - Club Deportivo Guadarrama          |                               |                                  | Guadarrama       |      |
| 12709                                                                     | Ctra. M619 - Escorial                           |                               |                                  | Alpedrete        |      |
| 10175                                                                     | Pza. Guadarrama - Urb. Las Rocas                |                               |                                  | Alpedrete        |      |
| 10176                                                                     | Av. Canteros - Zarzales                         |                               | Alpedrete                        | Alpedrete        |      |
| 10174                                                                     | Berrocales - Av. Canteros                       |                               |                                  | Alpedrete        |      |
| 12513                                                                     | Maestro - Centro Cultural                       |                               |                                  | Alpedrete        |      |
| 15507                                                                     | Ctra. M619 - Colegio                            |                               |                                  | Alpedrete        |      |
| 10178                                                                     | Av. Llanos - Urb. Arroyo de los Sauces          |                               |                                  | Alpedrete        |      |
| 17969                                                                     | Av. Llanos - Residencia Geriátrica              |                               |                                  | Alpedrete        |      |
| 10177                                                                     | Tejar - Est. Los Negrales                       |                               | Los Negrales                     | Alpedrete        |      |
| Los servicios que inician recorrido desde Collado Villalba comienzan aquí |                                                 |                               |                                  |                  |      |
| 06405                                                                     | Av. Juan Carlos I - Planetocio                  |                               |                                  | Collado Villalba |      |
| 06516                                                                     | Av. Juan Carlos I - Zoco                        | N603                          |                                  | Collado Villalba |      |
| 06391                                                                     | Av. Juan Carlos I - Puente de los Delfines      |                               |                                  | Collado Villalba |      |
| 06515                                                                     | Honorio Lozano - Av. Juan Carlos I              |                               |                                  | Collado Villalba |      |
| 11085                                                                     | Ctra. A-6 - Urb. La Berzosilla                  |                               |                                  | Torrelodones     |      |
| 06094                                                                     | Ctra. A-6 - Av. Torrelodones                    |                               |                                  | Torrelodones     |      |
| 06096                                                                     | Huertos - Camino Valladolid                     | 611 612 684 685 691           |                                  | Torrelodones     |      |
| 08413                                                                     | Camino Valladolid - P.º Joaquín R. Jiménez      | 611 612 684 685 691           |                                  | Torrelodones     |      |
| 11961                                                                     | Ctra. A6 - Urb. Encinar de Las Rozas            |                               |                                  | Las Rozas        |      |
| 11959                                                                     | Ctra. Coruña - Est. Las Matas                   |                               | Las Matas                        | Las Rozas        |      |
| 23                                                                        | Estadística - Geografía e Historia              | N604 N901 N902 N903 N906 N907 |                                  | Madrid           |      |
| 1333                                                                      | Escuela Agronómica                              | N604 N901 N902 N903 N906 N907 |                                  | Madrid           |      |
| 11980                                                                     | Moncloa - Ministerio del Aire                   | N31 N901 N905                 | Moncloa                          | Madrid           |      |